# Pour un flirt
Pour un flirt is een single van de Franse zanger Michel Delpech uit mei 1971.

## Achtergrond
Pour un flirt is geschreven door Michel Delpech en Roland Vincent en geproduceerd door Roland Vincent en Naps Lamarche. De plaat betekende de internationale doorbraak van Delpech en bereikte in verschillende Europese landen de hitlijsten. 
In Nederland werd de plaat veel gedraaid op de zeezenders en de landelijke publieke radiozenders en werd een gigantische hit. De plaat bereikte de 3e positie in de Nederlandse Top 40 op Radio Veronica en 2e positie in de Hilversum 3 Top 30 / Daverende Dertig op de nationale publieke popzender Hilversum 3.
In België bereikte de plaat de nummer1-positie in zowel de voorloper van de Vlaamse Ultratop 50 als de Vlaamse Radio 2 Top 30 en de Waalse hitlijst.
Sinds de allereerste editie in december 1999 stond de plaat enkele edities genoteerd in de jaarlijkse NPO Radio 2 Top 2000 van de Nederlandse publieke radiozender NPO Radio 2, met als voorlopig laatste notering in 2006.

## Covers
Het nummer is meermaals gecoverd in verschillende talen. In 1971 haalde Jonathan King de Britse hitlijst met zijn versie getiteld Flirt!. Eveneens in 1971, maar dan in Duitsland, kwam Randolph Rose de hitlijst in met de Duitstalige versie Nur ein Flirt. De Nederlandstalige versie Voor een zoen van Rob Ronalds haalde in 2007 de 93e plek van de Single Top 100.

## NPO Radio 2 Top 2000
| Nummer met noteringen in de NPO Radio 2 Top 2000 | '99  | '00  | '01-'04 | '05  | '06  |
| ------------------------------------------------ | ---- | ---- | ------- | ---- | ---- |
| Pour un flirt                                    | 1568 | 1686 | -       | 1993 | 1979 |

1. ↑  Een '-' betekent dat het nummer niet was genoteerd en een vetgedrukt getal geeft de hoogste notering aan.
2. ↑  Deze tabel is bijgewerkt tot en met de laatste editie (2024).